# Natasha Hastings
Natasha Hastings (n. 23 iulie 1986, New York City, New York, SUA) este o atletă americană, specializată în proba de 400 de metri.

## Carieră
Americanca a cucerit medalia de bronz la Campionatul Mondial în sală din 2012 la 400 m. La Campionatul Mondial din 2013 și la Jocurile Olimpice din 2016 a obținut locul 4.
Cu ștafeta SUA de 4x400 m Hastings a devenit campioană olimpică la Beijing 2008 și la Rio de Janeiro 2016. Nu mai puțin de cinci ori americancele au fost campioane mondiale, în anii 2007, 2009, 2011, 2013 și 2017, la care se adaugă trei titluri mondiale în sală, în anii 2010, 2014 și 2016.
În anul 2019 ea a devenit mamă.

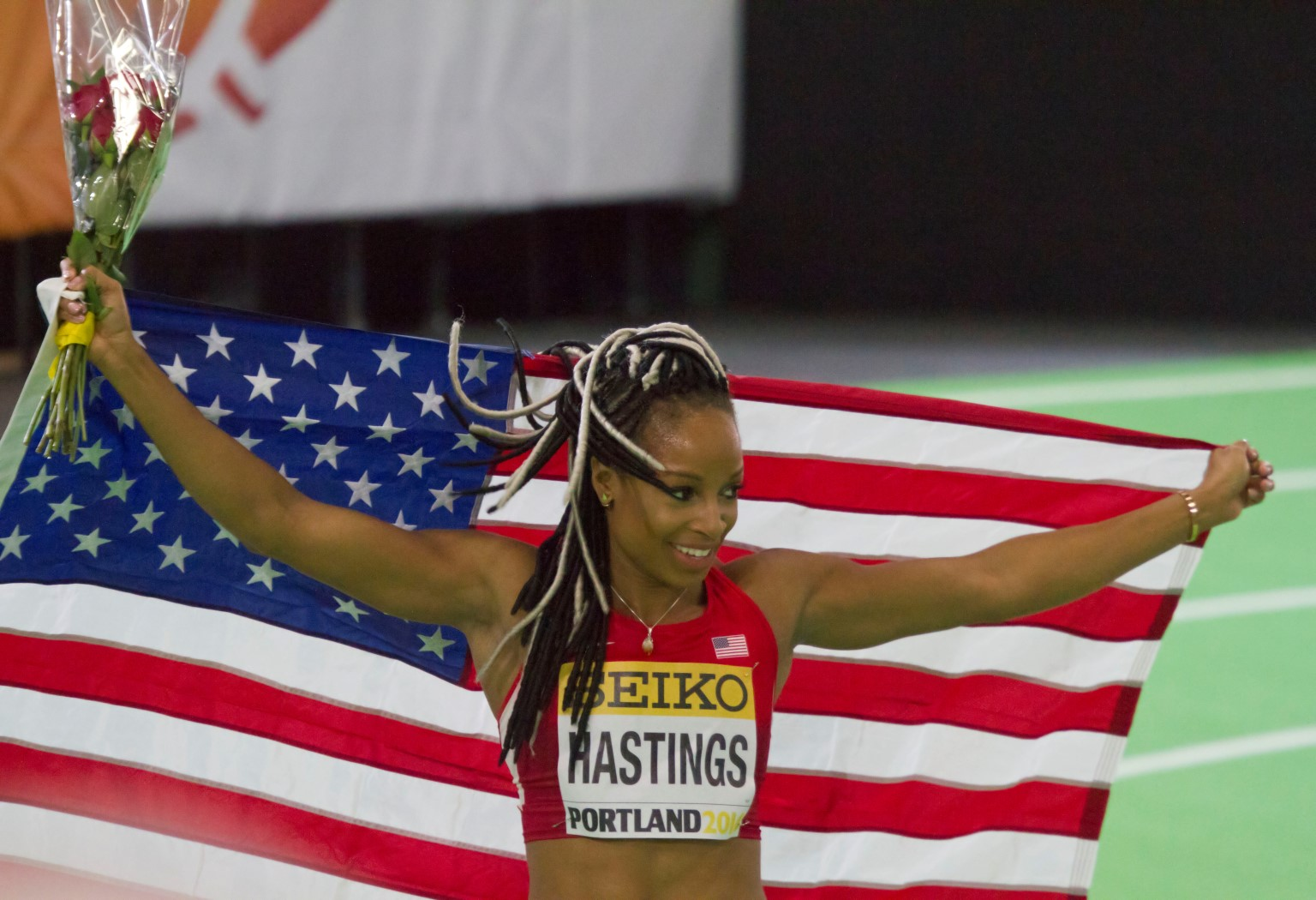
La JO din 2016
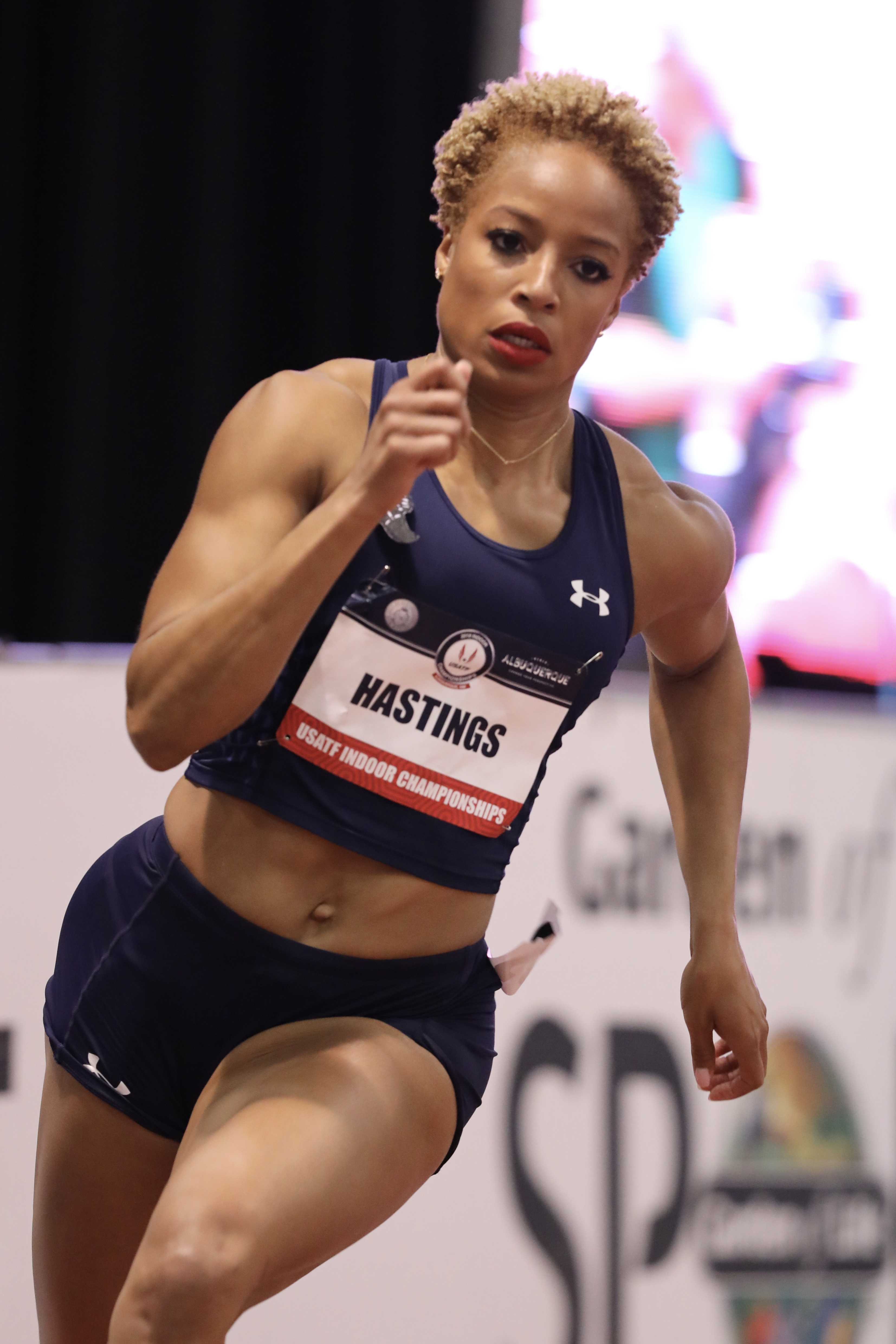
În 2018

## Realizări
| An   | Competiție                              | Locație                  | Loc | Eveniment | Note    |
| ---- | --------------------------------------- | ------------------------ | --- | --------- | ------- |
| 2003 | Campionatul Mondial de Juniori (sub 20) | Sherbrooke, Canada       | 1   | 400 m     | 53,41   |
| 2004 | Campionatul Mondial în sală             | Budapesta, Ungaria       | 8   | 4×400 m   | 3:33,38 |
| 2004 | Campionatul Mondial de Juniori (sub 20) | Grosseto, Italia         | 1   | 400 m     | 52,04   |
| 2004 | Campionatul Mondial de Juniori (sub 20) | Grosseto, Italia         | 1   | 4×400 m   | 3:27,60 |
| 2007 | Campionatul Mondial                     | Osaka                    | 17  | 400 m     | 51,45   |
| 2007 | Campionatul Mondial                     | Osaka                    | 1   | 4×400 m   | 3:23,37 |
| 2008 | Jocurile Olimpice                       | Beijing, China           | 1   | 4×400 m   | 3:22,45 |
| 2009 | Campionatul Mondial                     | Berlin, Germania         | 1   | 4×400 m   | 3:29,31 |
| 2010 | Campionatul Mondial în sală             | Doha, Qatar              | 1   | 4×400 m   | 3:27,34 |
| 2011 | Campionatul Mondial                     | Daegu                    | 1   | 4×400 m   | 3:23,57 |
| 2012 | Campionatul Mondial în sală             | Istanbul, Turcia         | 3   | 400 m     | 51,82   |
| 2012 | Campionatul Mondial în sală             | Istanbul, Turcia         | 2   | 4×400 m   | 3:28,79 |
| 2013 | Campionatul Mondial                     | Moscova, Rusia           | 4   | 400 m     | 50,30   |
| 2013 | Campionatul Mondial                     | Moscova, Rusia           | 1   | 4×400 m   | 3:20,41 |
| 2014 | Campionatul Mondial în sală             | Sopot, Polonia           | 1   | 4×400 m   | 3:24,83 |
| 2014 | Campionatul Mondial de Ștafete          | Nassau, Bahamas          | 1   | 4×400 m   | 3:21,73 |
| 2015 | Campionatul Mondial de Ștafete          | Nassau, Bahamas          | 1   | 4×400 m   | 3:19,39 |
| 2015 | Campionatul Mondial                     | Beijing, China           | 2   | 4×400 m   | 3:19,44 |
| 2016 | Campionatul Mondial în sală             | Portland, Statele Unite  | 1   | 4×400 m   | 3:26,38 |
| 2016 | Jocurile Olimpice                       | Rio de Janeiro, Brazilia | 4   | 400 m     | 50,34   |
| 2016 | Jocurile Olimpice                       | Rio de Janeiro, Brazilia | 1   | 4×400 m   | 3:19,06 |
| 2017 | Campionatul Mondial de Ștafete          | Nassau, Bahamas          | 1   | 4×400 m   | 3:24,36 |
| 2017 | Campionatul Mondial                     | Londra, Marea Britanie   | 1   | 4×400 m   | 3:21,66 |

1. 1 2 3 4 5  Natasha Hastings a participat doar la calificări, dar a primit medalia.

## Recorduri personale
| Probă           | Performanță | Dată           | Locație        |
| --------------- | ----------- | -------------- | -------------- |
| 400 m           | 49,84       | 23 iunie 2007  | Indianapolis   |
| 4×400 m         | 3:19,06     | 20 august 2016 | Rio de Janeiro |
| 400 m în sală   | 50,80       | 10 martie 2007 | Fayetteville   |
| 4×400 m în sală | 3:24,83     | 9 martie 2014  | Sopot          |